# Kubas administrativa indelning
Kubas administrativa indelning består av 15 provinser och 168 kommuner, inklusive den särskilda kommunen Isla de la Juventud. Skapandet av nya enheter och dess territoriella gränser sker genom lagstiftning.

## Styrelse
Provinser och kommuner räknas som juridiska personer för lagens alla ändamål. Kommunernas förvaltning är understödd av rådsförsamlingar (Consejos Populares), som finns i städer, byar, stadsdelar och på landsbygden. De består av valda delegater i distrikten som är bosatta inom dess territorium.
Kommunfullmäktiges församling (Asamblea Municipal del Poder Popular) är den högsta kommunala instansen. Mandatperioden för valda ledamöter är två och ett halvt år.
De provinsiella församlingarna (Asambleas Provinciales del Poder Popular) är den högsta myndigheten på regional nivå. Mandatperioden för valda ledamöter är fem år.

## Provinser
| | |
| 1. Pinar del Río 2. Artemisa 3. La Habana 4. Mayabeque 5. Matanzas 6. Cienfuegos 7. Villa Clara 8. Sancti Spíritus | 1. Ciego de Ávila 2. Camagüey 3. Las Tunas 4. Granma 5. Holguín 6. Santiago de Cuba 7. Guantánamo 8. Isla de la Juventud |

### Webbkällor
- Law, Gwillim (30 juni 2015). ”Provinces of Cuba” (på engelska). Statoids.com. Arkiverad från originalet den 21 mars 2019. https://web.archive.org/web/20190321110933/http://www.statoids.com/ucu.html. Läst 20 maj 2019.

Den här artikeln är helt eller delvis baserad på material från spanskspråkiga Wikipedia, Organización territorial de Cuba, 4 november 2008.